# 칠레 재난정보관리국

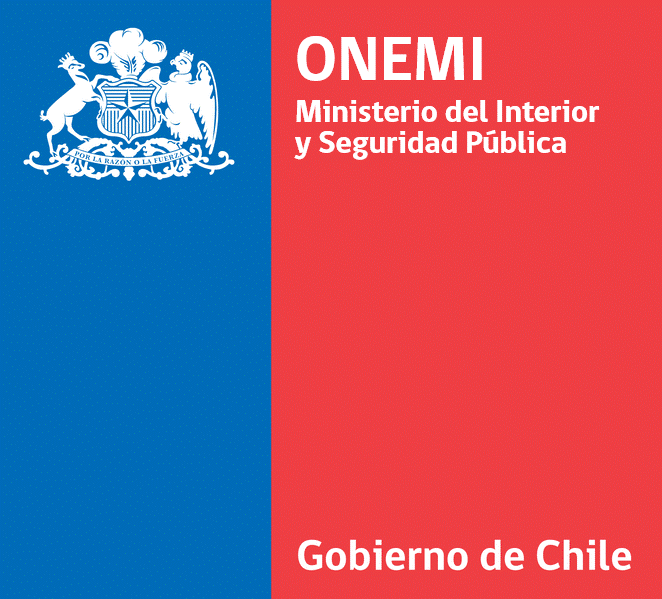

칠레 재난정보관리국(스페인어: Oficina Nacional de Emergencia del Ministerio del Interior, ONEMI)은 1974년 설립되었으며 재난 상황에서 소방서, 의료팀, 민방위 등에서 보내는 요구사항을 종합해 대응하는 역할을 수행한다. 지역에서 전국 단위로 있으며 지진, 화산폭발 등 재난 대응 안내도 한다.

## 같이 보기
- 칠레 지진